# Simondsija
Simondsija (jojoba, jojol grm, lat. simmondsia), biljni rod koji s jedinom vrstom, jojobom, S. chinensis, čini samostalnu porodicu Simmondsiaceae. Prirodno stanište grma jojobe su pustinjska područja sjeverozapadnog Meksika, Arizone i južne Kalifornije.
Poznato jojobine ulje u stvari je tekući vosak koji služi za liječenje akni i za smanjivanje prevelike produkcije sebuma, supstance koju proizvode žlijezde u koži glave .

## Sinonimi
- Brocchia dichotoma Mauri
- Buxus californica Hort ex Baill.
- Buxus chinensis Link
- Simmondsia californica (Link) Nutt.
- Simmondsia chrysophylla Hort. ex Gentil
- Simmondsia pabulosa Kellogg